# Gran Premio Bruno Beghelli 2013
Il Gran Premio Bruno Beghelli 2013, diciottesima edizione della corsa e valida come evento dell'UCI Europe Tour 2013 categoria 1.1, si svolse il 13 ottobre 2013, per un percorso totale di 202 km. Venne vinto dal colombiano Leonardo Duque che terminò la gara in 4h24'07", alla media di 45,889 km/h.
Partenza con 125 ciclisti, dei quali 81 completarono la gara.

## Squadre partecipanti
| N.    | Cod. | Squadra                      |
| ----- | ---- | ---------------------------- |
| 1-8   | TST  | Team Saxo-Tinkoff            |
| 11-18 | CAN  | Cannondale Pro Cycling       |
| 21-28 | LAM  | Lampre-Merida                |
| 31-38 | AST  | Astana Pro Team              |
| 41-48 | ALM  | AG2R La Mondiale             |
| 51-58 | CCC  | CCC Polsat Polkowice         |
| 61-68 | AND  | Androni Giocattoli-Venezuela |
| 71-78 | BAR  | Bardiani Valvole-CSF Inox    |
| 81-88 | VIN  | Vini Fantini-Selle Italia    |

| N.      | Cod. | Squadra                     |
| ------- | ---- | --------------------------- |
| 91-98   | COL  | Colombia                    |
| 101-108 | RVL  | RusVelo                     |
| 111-118 | MTN  | MTN-Qhubeka                 |
| 131-138 | CEF  | Ceramica Flaminia-Fondriest |
| 141-148 | UNA  | Utensilnord-Ora24.eu        |
| 151-158 | MKT  | Meridiana-Kamen Team        |
| 161-168 | AMO  | Amore & Vita                |
| 171-178 | ADP  | ASC Dukla Praha             |

## Ordine d'arrivo (Top 10)
| Pos. | Corridore           | Squadra    | Tempo    |
| ---- | ------------------- | ---------- | -------- |
| 1    | Leonardo Duque      | Colombia   | 4h24'07" |
| 2    | Manuele Mori        | Lampre     | a 1"     |
| 3    | Elia Favilli        | Lampre     | s.t.     |
| 4    | Manuel Belletti     | AG2R La M. | s.t.     |
| 5    | Sonny Colbrelli     | Bardiani   | s.t.     |
| 6    | Bartłomiej Matysiak | CCC Polsat | s.t.     |
| 7    | Sergej Pomošnikov   | RusVelo    | s.t.     |
| 8    | Alessandro Malaguti | Androni    | s.t.     |
| 9    | Andrea Masciarelli  | Utensiln.  | s.t.     |
| 10   | Rafael Andriato     | V. Fantini | s.t.     |